# Благословение луны
Благословение луны (биркат ха-левана, ивр. ברכת הלבנה‎ — «новолунное славословие»), также освящение луны (קידוש לבנה‎, кидуш левана) в иудаизме — молитва, которую произносят при виде луны после новолуния (Рош Ходеша). Благословение следует произносить не в первые три дня после вычисленного момента новолуния (молад в еврейском календаре) и не позже полнолуния. Обычно читают общиной на исходе субботы у синагоги под открытым небом, но можно читать и в одиночку. В месяце тишрей благословение луны читают после Йом-кипура, а в месяце ав — после окончания поста 9-го ава.